# Marek Belka

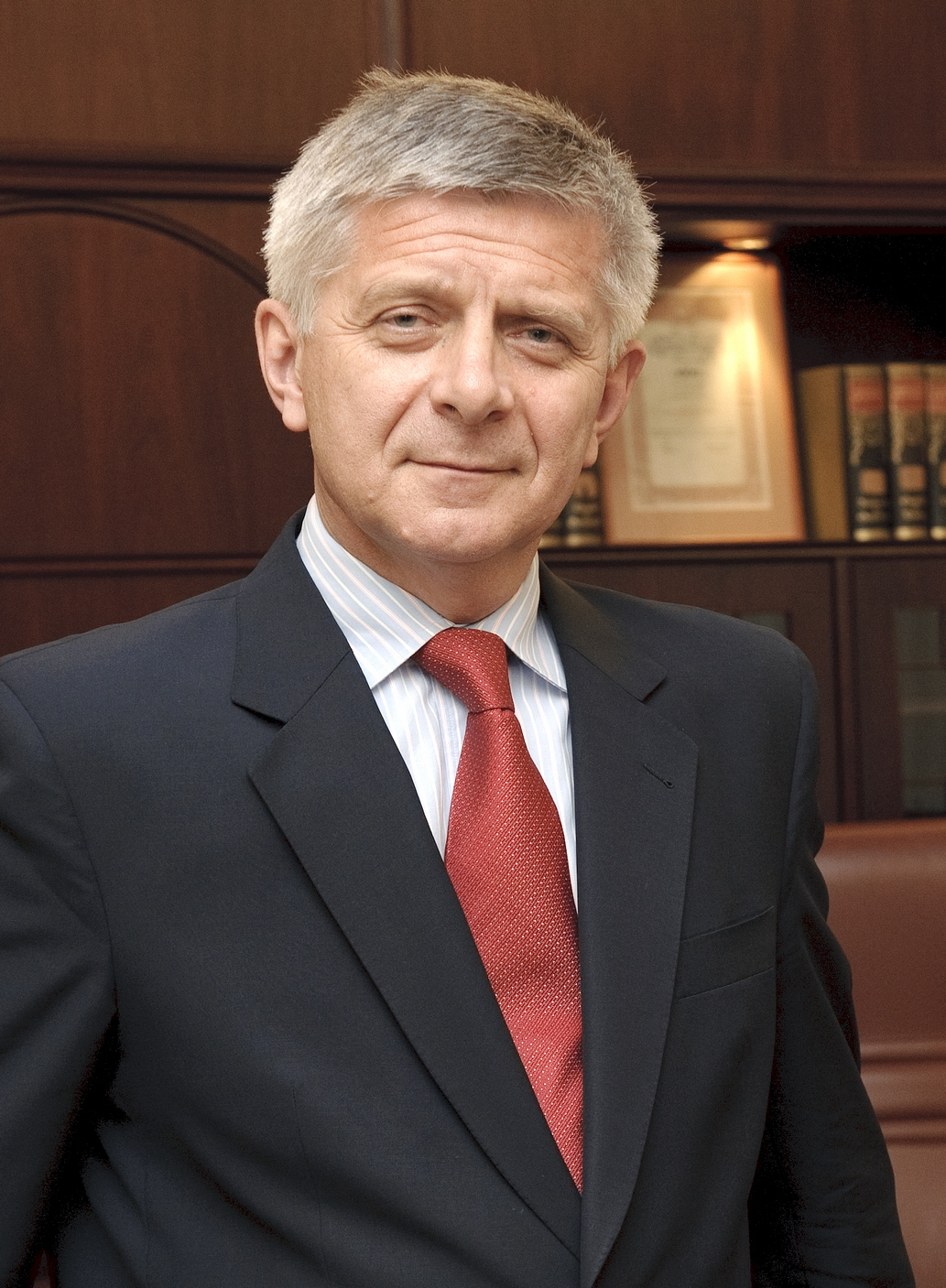
Marek Belka 2010

Marek Marian Belka ['marεk 'bεlka] lyssna (fil), född 9 januari 1952 i Łódź, är en polsk politiker (socialdemokratiska Demokratiska vänsteralliansen) samt doktor i ekonomi. Han var premiärminister i Polen 2004-2005.
Belka tog examen på Łódź universitets socio-ekonomiska fakultet 1972 och studerade senare vidare vid Columbia University, University of Chicago och London School of Economics. Han tog doktorsexamen 1994. Från 1990 fram till 1996 jobbade han som konsult för polska finansdepartementet och Världsbanken. Han tjänstgjorde som biträdande premiärminister och finansminister 1997 och 2001-2002; och fungerade då även som ekonomikonsult till Polens president. 2003 var han ansvarig för den ekonomiska politiken i irakiska interimsstyret.
Marek Belka utsågs 29 mars 2004 till Polens premiärminister av president Aleksander Kwaśniewski och tillträdde denna post 2 maj samma år. Han lyckades inte få tillräckligt stöd i parlamentet den 14 maj (188 för, 242 emot), men fick av presidenten förnyat förtroende 11 juni. Den 24 juni lyckades han till slut få tillräckligt stöd i sejmen, det polska parlamentets underhus (235 för, 215 emot).
Den 19 mars 2005 meddelade han att han tänkte lämna regeringspartiet och gå med i ett nytt mitten-vänsterparti och att han skulle avgå som premiärminister den 5 maj vid en omröstning om att tidigarelägga valet i juni. Belkas regeringsparti, som rasat från 53 procent i valet 2000 till 8 procent i en del opinionsmätningar, vill inte helt oväntat inte gå med på detta och en majoritet i parlamentet röstade emot en tidigareläggning av valet. Den 6 maj lämnade Marek Belka in sin avskedsansökan till presidenten, men efter att presidenten slagit fast att valet skulle hållas i september eller oktober lovade Marek Belka sitta kvar fram till dess. 
Den 22 juni anklagades han för spioneri efter avslöjanden om kopplingar till säkerhetstjänsten under 1980-talet. Han skulle enligt anklagelserna ha spionerat under sin tid som gästforskare i USA. Oppositionen i Polen krävde hans avgång.
Han avgick den 31 oktober 2005 och efterträddes av Kazimierz Marcinkiewicz.
Belka har varit ledamot av Europaparlamentet sedan 2019 och är ledamot i utskottet för ekonomi och valutafrågor, underutskottet för skattefrågor och delegationen för förbindelserna med Förenta staterna. Han är dessutom suppleant i utskottet för internationell handel och delegationen för förbindelserna med länderna i Centralamerika.